# Роз'їзд 366
Роз'ї́зд 366 (каз. рзд.366) — село у складі Жезказганської міської адміністрації Улитауської області Казахстану. Входить до складу Кенгірського сільського округу.
Населення — 8 осіб (2021; 32 у 2009, 46 у 1999, 26 у 1989).
Національний склад станом на 1989 рік:
- казахи — 100 %.

У радянські часи селище називалось Роз'їзд № 366.